# Coppa dei Campioni del Golfo 1993
La Coppa dei Campioni del Golfo 1993 (in arabo دوري أبطال الخليج للأندية) è stata la 10ª edizione della coppa a cui presero parte 6 squadre da 6 federazioni provenienti da tutto il Golfo Persico.
La competizione è stata vinta dalla squadra saudita dell'Al-Shabab Club che si aggiudica la prima edizione della coppa nella sua storia, dopo aver vinto il girone con due punti di vantaggio sui emiratina dell'Al Shabab Al Arabi Club.

## Squadre partecipanti
- Al Shabab (campione in carica)
- Al-Shabab Club
- Al-Qadisiya Sports Club
- Al-Arabi
- Fanja SC (ritirata)
- Muharraq Club

## Classifica Finale
| Team                    | Pld | W | D | L | GF | GA | GD  | Pts |
| ----------------------- | --- | - | - | - | -- | -- | --- | --- |
| Al-Shabab Club          | 4   | 4 | 0 | 0 | 11 | 1  | +10 | 8   |
| Al Shabab               | 4   | 3 | 0 | 1 | 5  | 3  | +2  | 6   |
| Al-Arabi                | 4   | 1 | 1 | 2 | 4  | 2  | +2  | 3   |
| Muharraq Club           | 4   | 1 | 1 | 2 | 3  | 10 | -7  | 3   |
| Al-Qadisiya Sports Club | 4   | 0 | 0 | 4 | 2  | 9  | -7  | 0   |